# سيبيسي

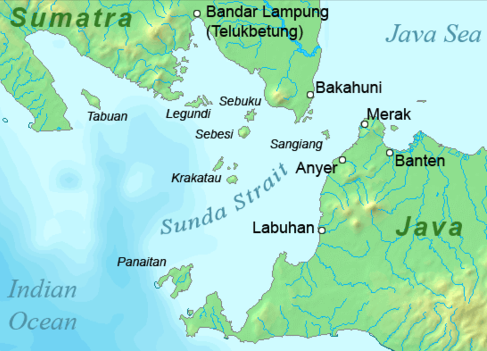
خريطة جزيرة سيبيسي قرب جزر كراكاتوا في مضيق سوندا.

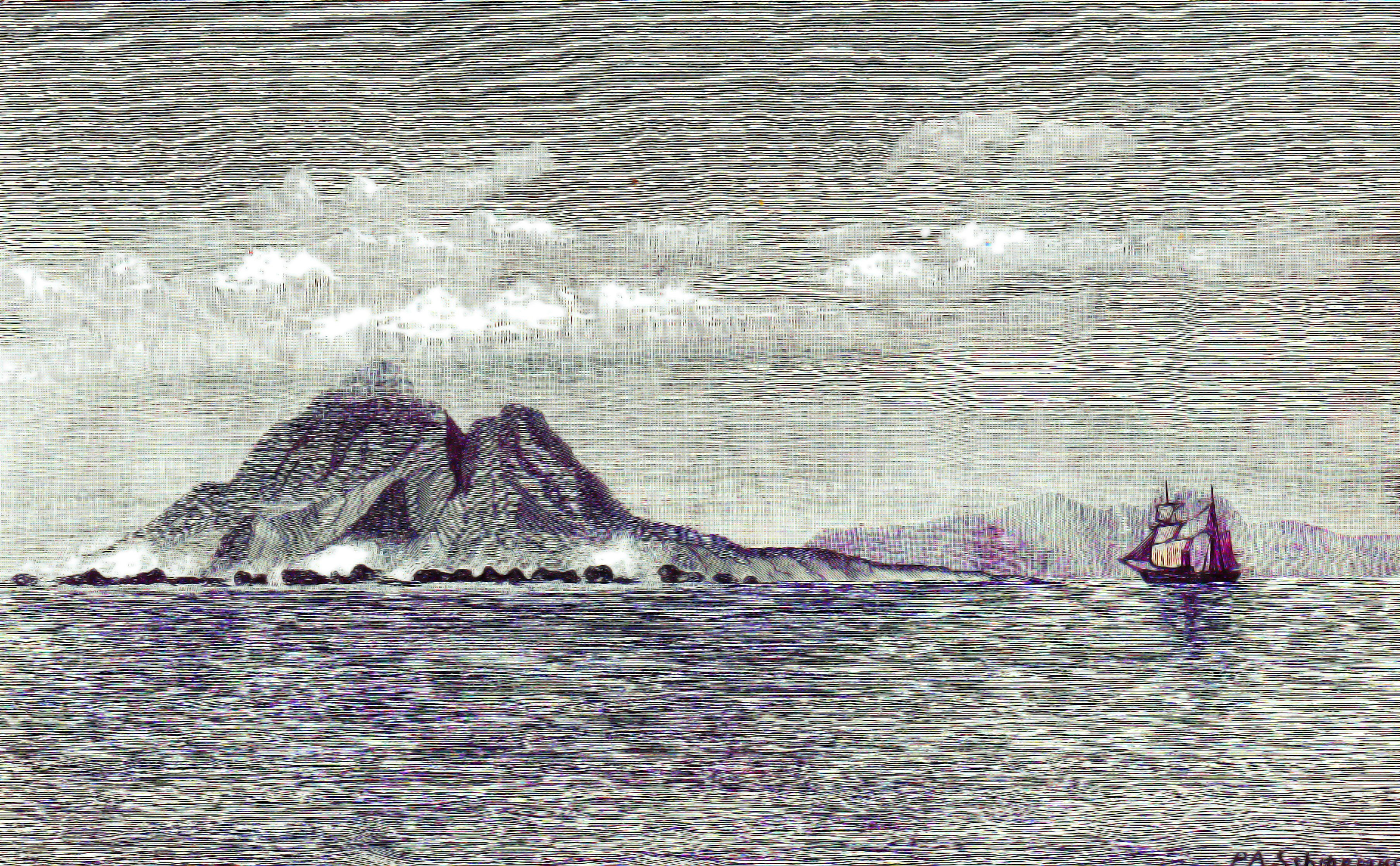
صورة مطبوعة لجزيرة سيبيسي عام 1883.

جزيرة سيبيسي (أو سيبيزي) هي جزيرة إندونيسية تقع في مضيق سوندا بين جزيرتي جاوة وسومطرة. ترتفع إلى ارتفاع (844 م) وتقع على مسافة 12 كيلومترا تقريباً شمال من جزر كراكاتوا . الجزيرة بركانية أيضاً مثل كراكاتوا رغم عدم وجود ثورات مؤرخة معروفة. (عدا ذكر لثوران واحد لبركان في عام 1680 ويبدو أن هنالك خلطاً بينها وبين انفجار كراكاتوا في ذلك العام) .
وتختلف سيبيسي عن كراكاتوا بالتيارات الدائمة وأنها غير مأهولة.
وقد دمر ثوران كراكاتوا 1883 جزيرة سيبيسي بالكامل. المصادر الرسمية تقدر ما يقرب من 3000 قتيل، و 1000 مشرد.
في عام 1890 ، جرى إعادة مسح لجزيرة سيبيسي . وبسبب قربها من سومطرة، فقد كان بمثابة مصدراً لكثير من النباتات والحيوانات التي أعيد تنميتها في كراكاتوا.
خلال عشرينات القرن العشرين، عاد المستوطنون إلى الجزيرة، وتكاد الجزيرة اليوم المزروعة بالكامل عدا مساحة صغيرة فقط في قمة الجزيرة تحتوي على أشجار المانغروف وبعض مستنقعات طبيعية .